# Burg Landskron (Vorpommern)

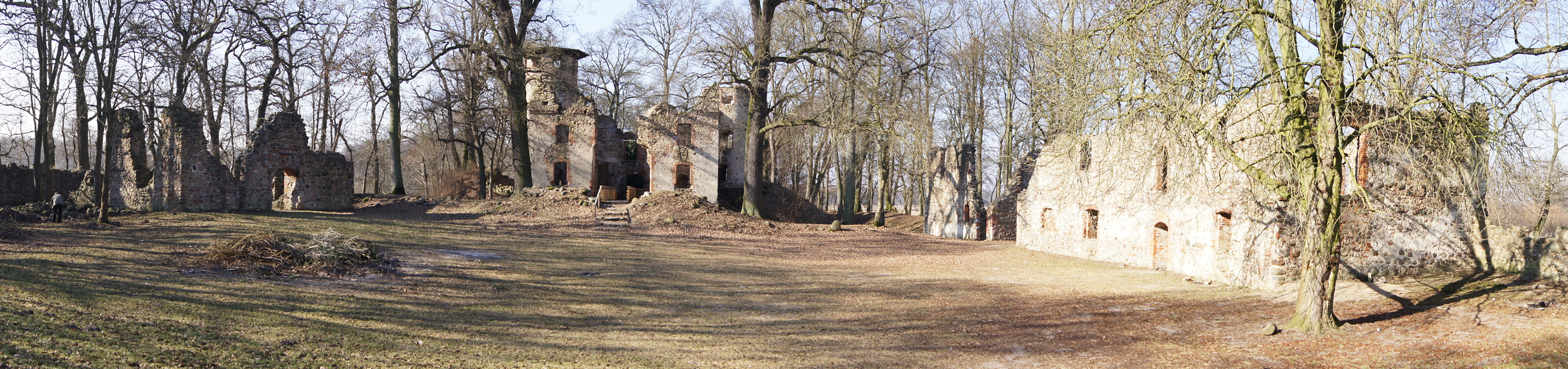
Innenhof

Die Ruine der Burg Landskron, auch als Veste Landskron bezeichnet, befindet sich im Landkreis Vorpommern-Greifswald. Die Niederungsburg liegt im Tal des Großen Landgrabens unmittelbar am Weg zwischen den Dörfern Janow und Wodarg.

## Geschichte
Erbaut wurde die Burg von Ulrich II. von Schwerin, dem Sohn des pommerschen Großhofmeisters Ulrich von Schwerin, in den Jahren 1576 bis 1579. Die Benennung als Landskron soll den Unwillen des pommerschen Herzogs erregt haben. Eine Umbenennung in Lanzkron ist jedoch offensichtlich nicht erfolgt, da Ulrich II. auf einer großen Steintafel, die auf das Jahr 1586 datiert ist und ursprünglich über dem Burgtor platziert war, die Bezeichnung Landeskron führte. Diese seit ca. 1860 heruntergefallene und seither verschollene Platte zeigte nach einer Beschreibung in der Familienchronik derer von Schwerin auf Janow die Reliefbilder des Erbauers und seiner Gemahlin Katharina von Waldenfels, sowie die Wappen beider Familien.
Rechts von den Reliefs soll gemäß einer Abschrift gestanden haben: „An Anzahl tausendfünfhundert Jahr - Und sechsundsiebenzig war - Dies Schloß und Feste Landskron - Vor hundert Jahr ganz wüst gelegen - Ist sonderlich durch Gottes Rat - Wieder erbaut wie es hier stat - Durch den Erben und Ulrich Schwerin des ältern Sohn, - Seines Alters vierzig Jahre ; wil - Diese Festung ihm wohlgefiel. Zu Megalburg zur Zeit mit Ruhm - War er Fürstlicher Gnaden Hauptmann; - Zu bauen aber, als er anfing, - Nichts mehr hier stand als eine Bring; - Darnach half Gott zur rechten Frist, - Daß nichts hinzugelehnet ist. - Durch Gottes Segen ins Dritte Jahr, So stand Landskron schon offenbar.“
Links las man folgendes: „Mit besonderem Bedacht und Unterricht - Ließ er bauen, wie man hier sieht - Mit stetem Fleiß wohl aufs Gebau - Sah er nun, sein häuslich Hausfrau, - Die Edle und viel Tugendsam, Katharina von Waldenfels ihr Nam, - Redtbar mit Silber und mit Gold - Die War und Arbeit sie sie begoldt, - Welches ihr Mann durch Gottes Segen - Erworben, hieß ein jedem geben. - Des sei gelobt die höchste Kron, - Welche uns durch ihren geliebten Sohn - Erlöst, - woll´s durch ihre Allmacht - Schützen dies Haus und die Herrschaft, - Daß sie mögen zu ihren Ehren - Gottgefälligleben und regieren, - Auch geseg´n, daß nichts zerrint, Und ererben mögen Kindeskind.“
Außer dieser Dichtung enthielt der Stein einen Mahnruf des Erbauers an seine Söhne mit der Überschrift „Pater Udalricus ad filios 1586“. Der lateinische Satz bedeutet „Das Haus, das der allmächtige Gott aufgeführt hat, - Das schmück, o Söhne, mit dem wahren Glauben! - Dann wird Euch, wenn der Herr wiederkommt, die Krone verliehen werden - Der Gerechten, die keine Macht zerbrechen kann.“
Im weiteren Verlauf fand die Burg selten Erwähnung in historischen Aufzeichnungen. Bekannt ist, dass sie nach dem Tod Ulrichs II. in den Besitz seines Sohnes Georg Ernst von Schwerin kam. Dessen Sohn Ulrich Wigand von Schwerin starb 1651 ohne Erben. Durch das Erlöschen der männlichen Linie des Burgherrn geriet die Burg über Ulrich Wigands Schwester Anna an deren Mann, den schwedischen Rat von Anrieppe. Dessen Tochter brachte den Besitz der Burg in ihre Ehe mit Jürgen von Pentz. Aufgrund hoher Verschuldung des Burgherren konnten erforderliche Unterhaltungsmaßnahmen der Anlage nicht durchgeführt werden. Der Ivener Pastor beklagte 1661 in einem Visitationsbericht den Verfall der Schlosskapelle. Um 1668 war die Burg offenbar noch bewohnt, da im Ivener Kirchenbuch die Geburt eines Sohnes des Jürgen von Pentz auf Landskron verzeichnet ist. Spätestens 1683 hatte die Familie von Pentz die kaum 75-jährige Burg aufgegeben und sich in Neuendorf niedergelassen. Ob die Ereignisse des auch diese Landschaft berührenden Schwedisch-Brandenburgischen Krieges von 1674 bis 1679 Einfluss darauf hatten, ist nicht bekannt. Die nach nicht einmal 100-jährigem Bestehen schon unbewohnbare Burg geriet in die Hände der Gläubiger des Herrn von Pentz.

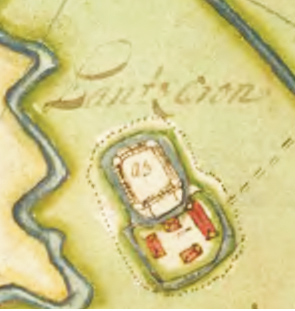
Landskron auf der Karte Landskron und Rehberg der schwedischen Landesaufnahme von Pommern (Urkarte C IIIb 37), Johan Gabriel Höök 1698

Erst 1699 kam die Burg mit den sie umgebenden Ländereien für 13.000 Taler wieder in den Besitz der Familie von Schwerin, blieb jedoch auch danach weiter sich selbst überlassen. Im 19. Jahrhundert war die Burgruine ein beliebter Ausflugsort. 1852 wurde an der Ostseite der Vorburg ein Burgkrug gebaut. Der Wirt war gleichzeitig der hauptamtliche Burgwart. Der südöstliche Turm der Burg wurde seit Anfang des 20. Jahrhunderts als Aussichtsturm genutzt und besaß, neben einem Balkon und einer Überdachung, bleiverglaste Fenster.
Unweit von Landskron befinden sich eine slawische Burganlage aus dem 7. Jahrhundert, die auch als Schwedenschanze aus dem Dreißigjährigen Krieg bezeichnet wird. Weitere Informationen dazu findet man an einer Informationstafel an der Burg Landskron.

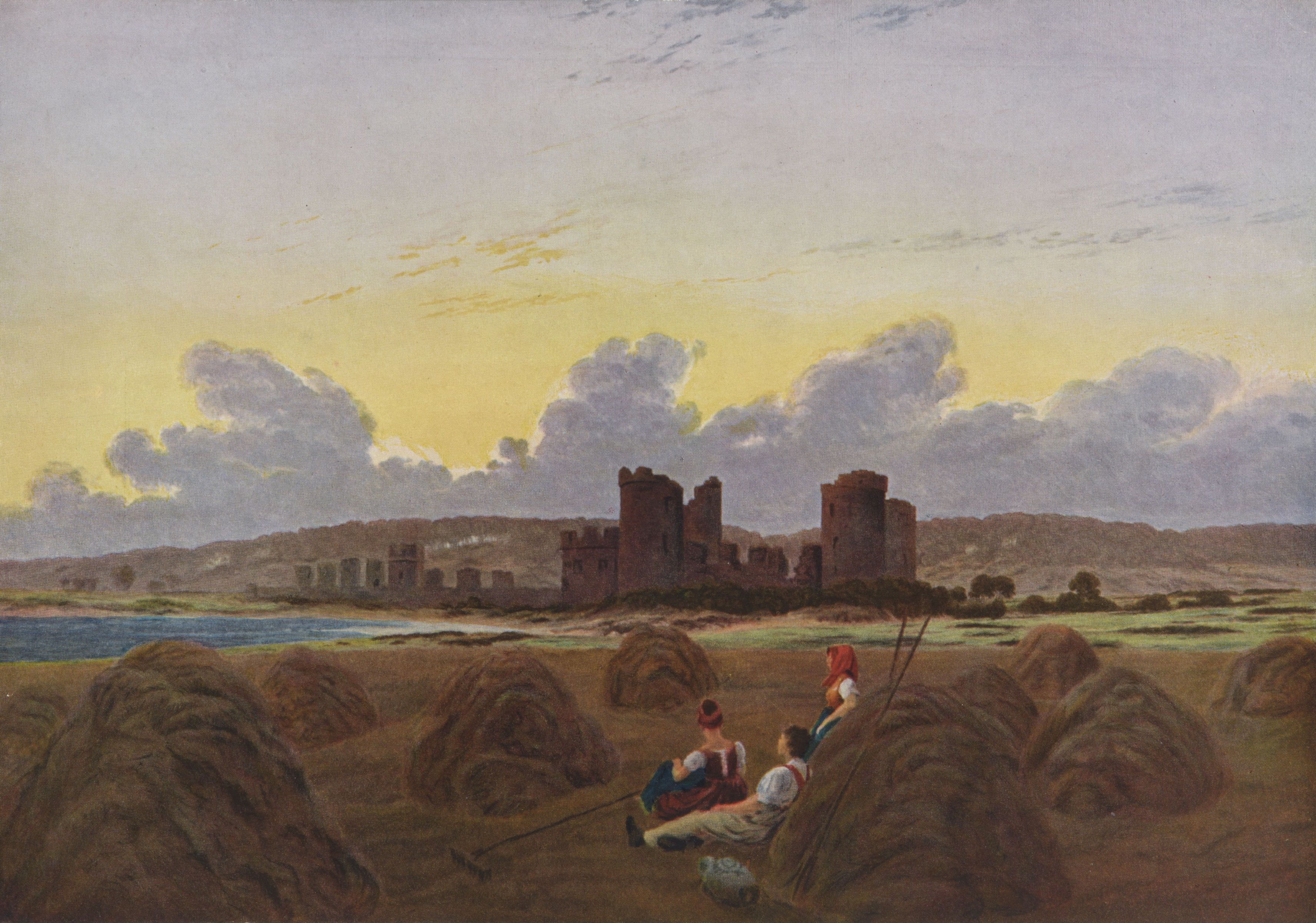
Caspar David Friedrich: Rast bei der Heuernte, 1834

## Anlage

Lageskizze

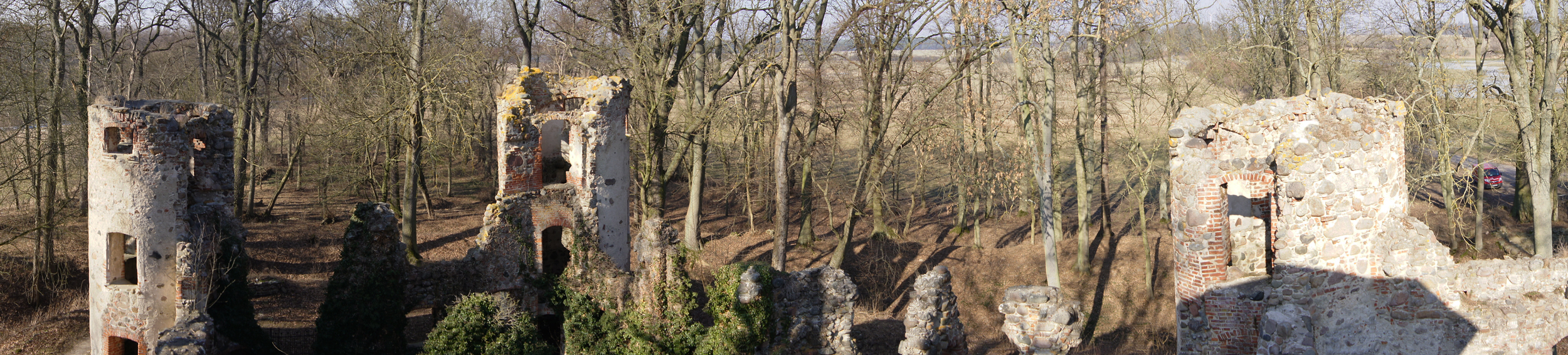
Türme

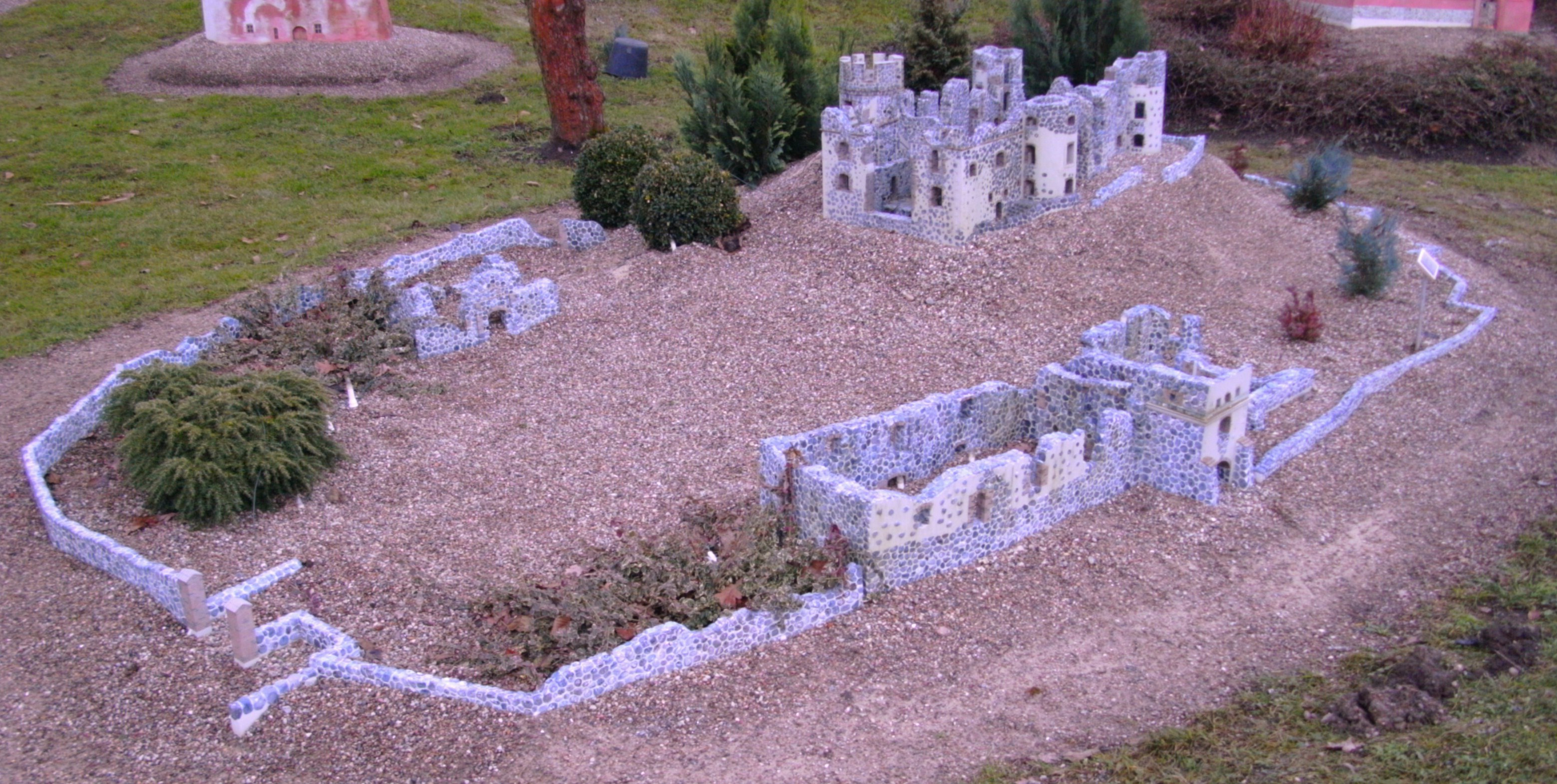
Modell der Burganlage im Modellpark Neubrandenburg

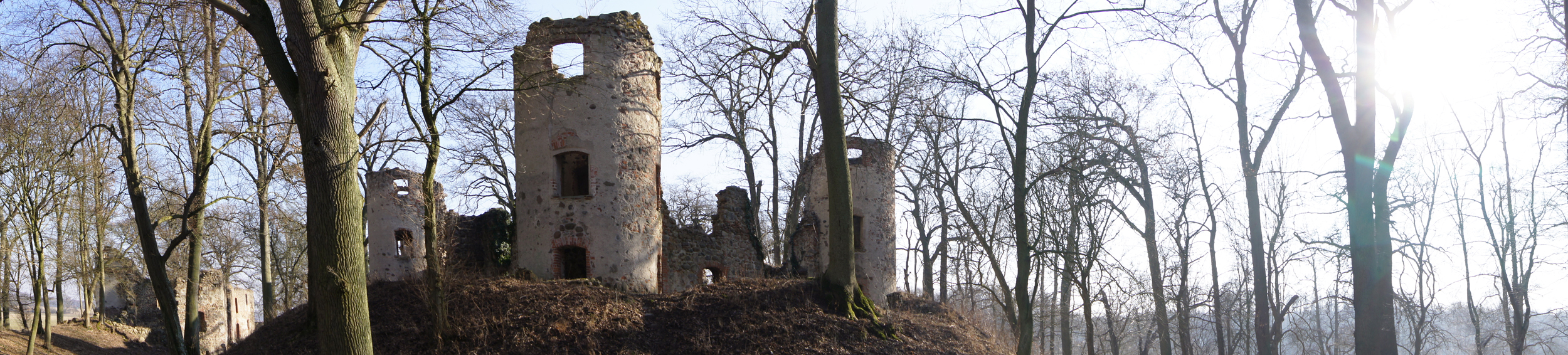
Westseite

Lithographie der Burgruine aus der Zeit vor 1846

Die Niederungsburg wurde in der sumpfigen Niederung des Landgrabentals errichtet. Der ursprünglich die gesamte Anlage umgebende Wassergraben wurde durch den Landgraben gespeist, der nach Begradigungen zum Ende des 18. Jahrhunderts heute in größerem Abstand zur Burgruine liegt.
Die Anlage besteht aus der östlich gelegenen Vorburg und der westlichen Hauptburg. Alle erhaltenen Gebäudeteile und Mauer bestehen überwiegend aus Feldstein, wobei Fensteröffnungen und Durchgänge in Backstein ausgeführt wurden.

### Vorburg
Die Vorburg ist von einer bis 3 Meter hohen Mauer umgeben. Der Zugang erfolgte durch das an der Nordseite gelegene Torhaus. In der Öffnung im Obergeschoss gleich über der tiefen Durchfahrt war die bereits erwähnte große Steintafel befestigt. Ähnlich wie auf der am Tor der Festung Spantekow erhaltenen Tafel befanden sich darauf die Reliefbilder des ersten Burgherrn Ulrich II. von Schwerin und seiner Gattin Katharina von Waldenfels. Diese Steintafel gilt seit Mitte des 19. Jahrhunderts als verschollen.
Westlich des Torhauses schließt sich ein wahrscheinlich zu Wohnzwecken genutztes Gebäude an. Hier waren möglicherweise die Wachleute untergebracht. Östlich am Torhaus befindet sich der ehemalige Marstall, in dessen Obergeschoss weitere Lagerräume untergebracht waren.
Im südlichen Teil der Vorburg, direkt gegenüber der Einfahrt, befindet sich die Ruine der Schlosskapelle. Die ehemals im Osten gelegene Gesindeküche musste im 19. Jahrhundert dem heute ebenfalls nicht mehr existierenden Burgkrug weichen. Auf den schwedischen Matrikelkarten vom Ende des 17. Jahrhunderts ist am westlichen Rand der Vorburg – gegenüber dem Zugang zur Hauptburg – ein viertes heute nicht mehr vorhandenes Gebäude eingezeichnet. Ob es sich dabei um ein weiteres Torhaus handelte, ist nicht bekannt.

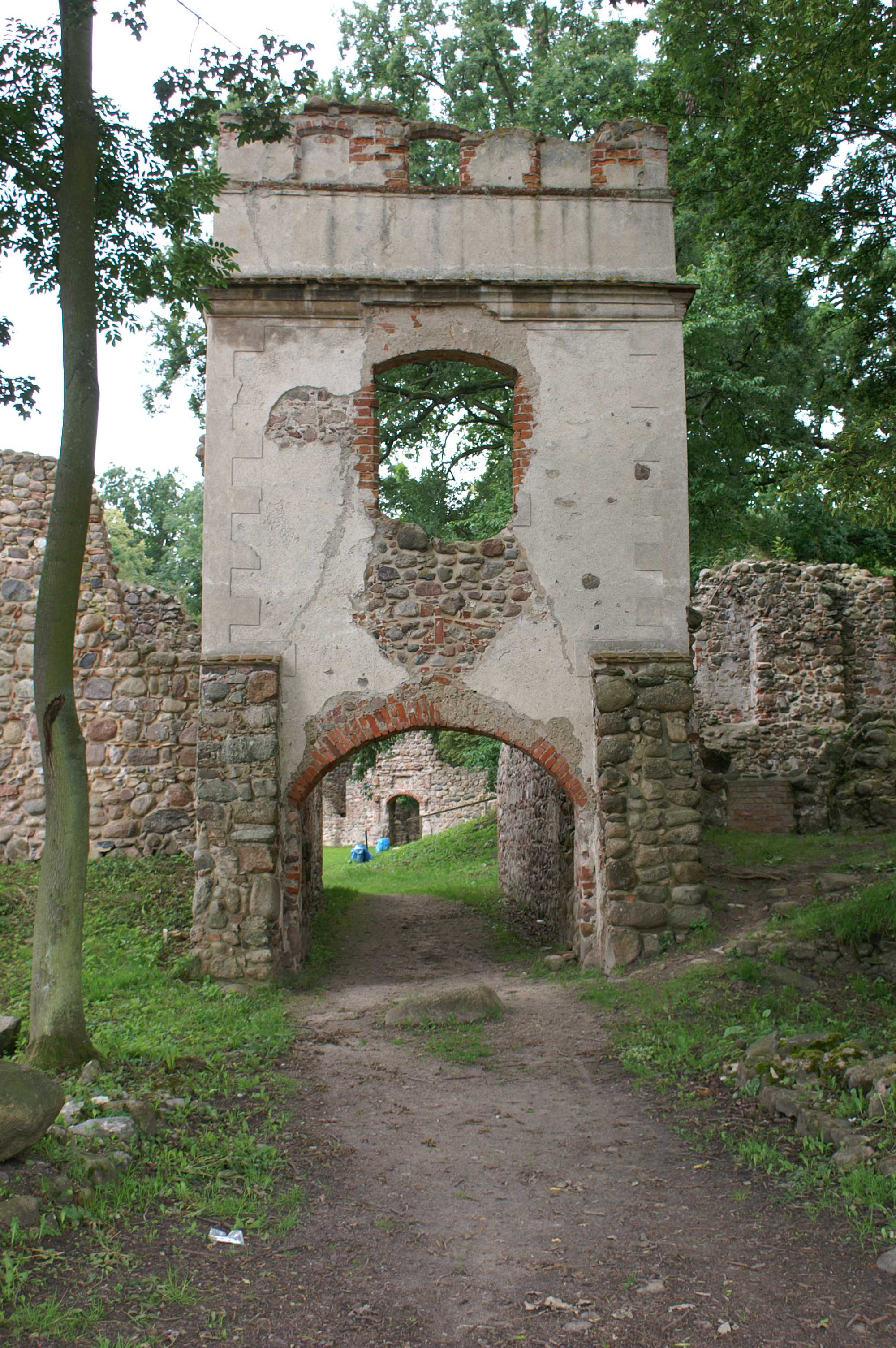
Feldseite des Torhauses
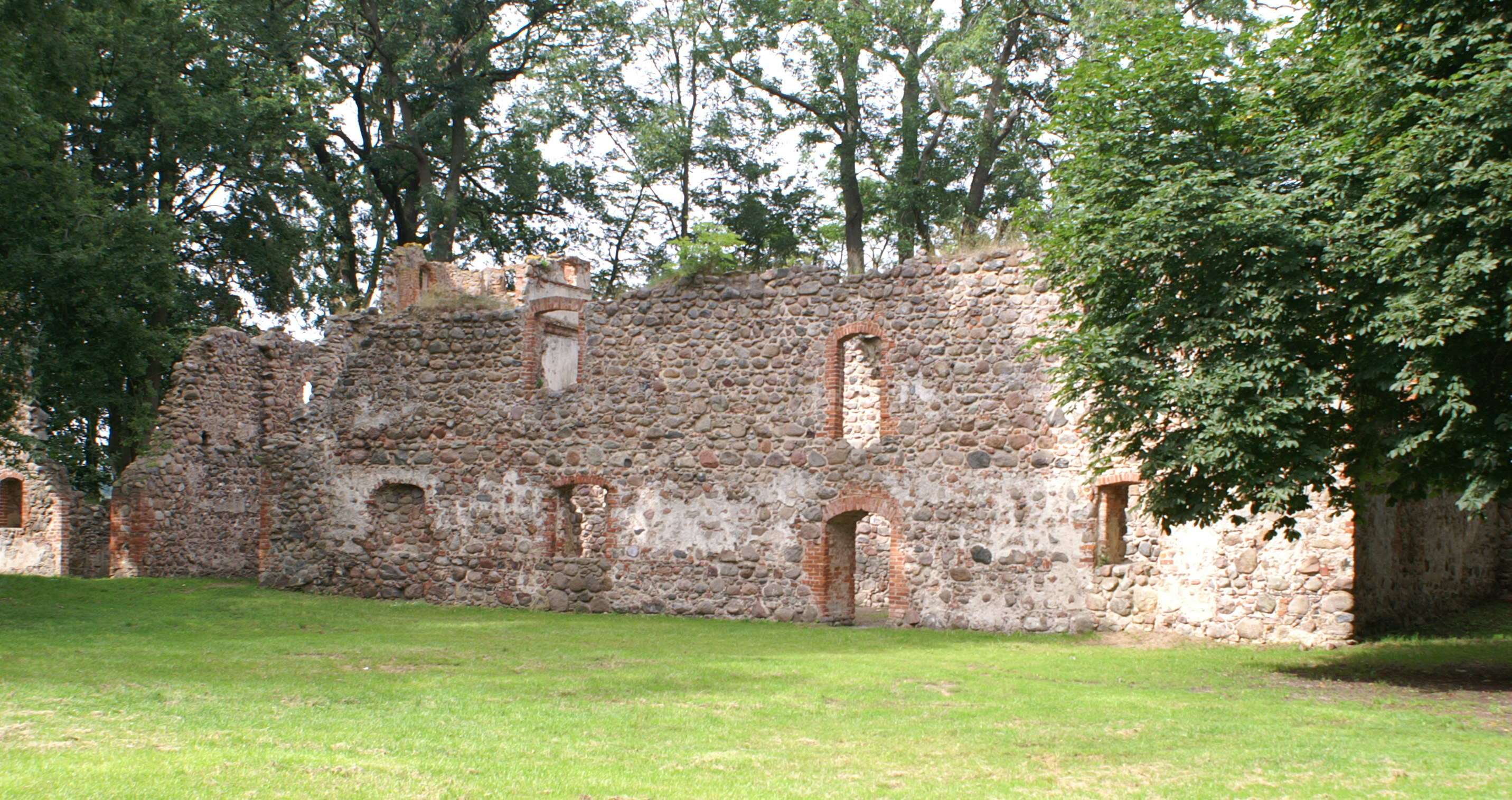
Marstall – Burgseite
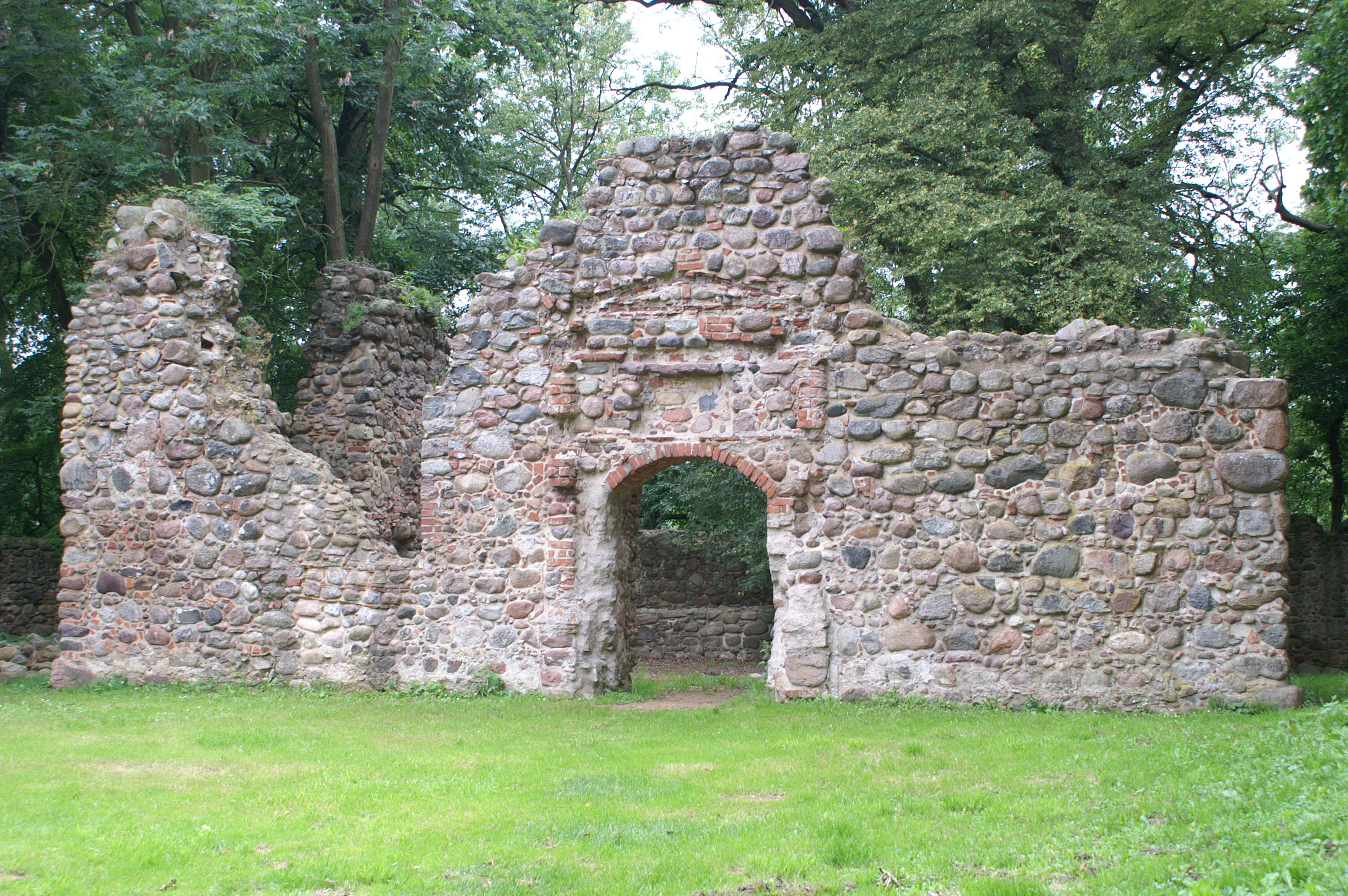
Ruine der Schlosskapelle
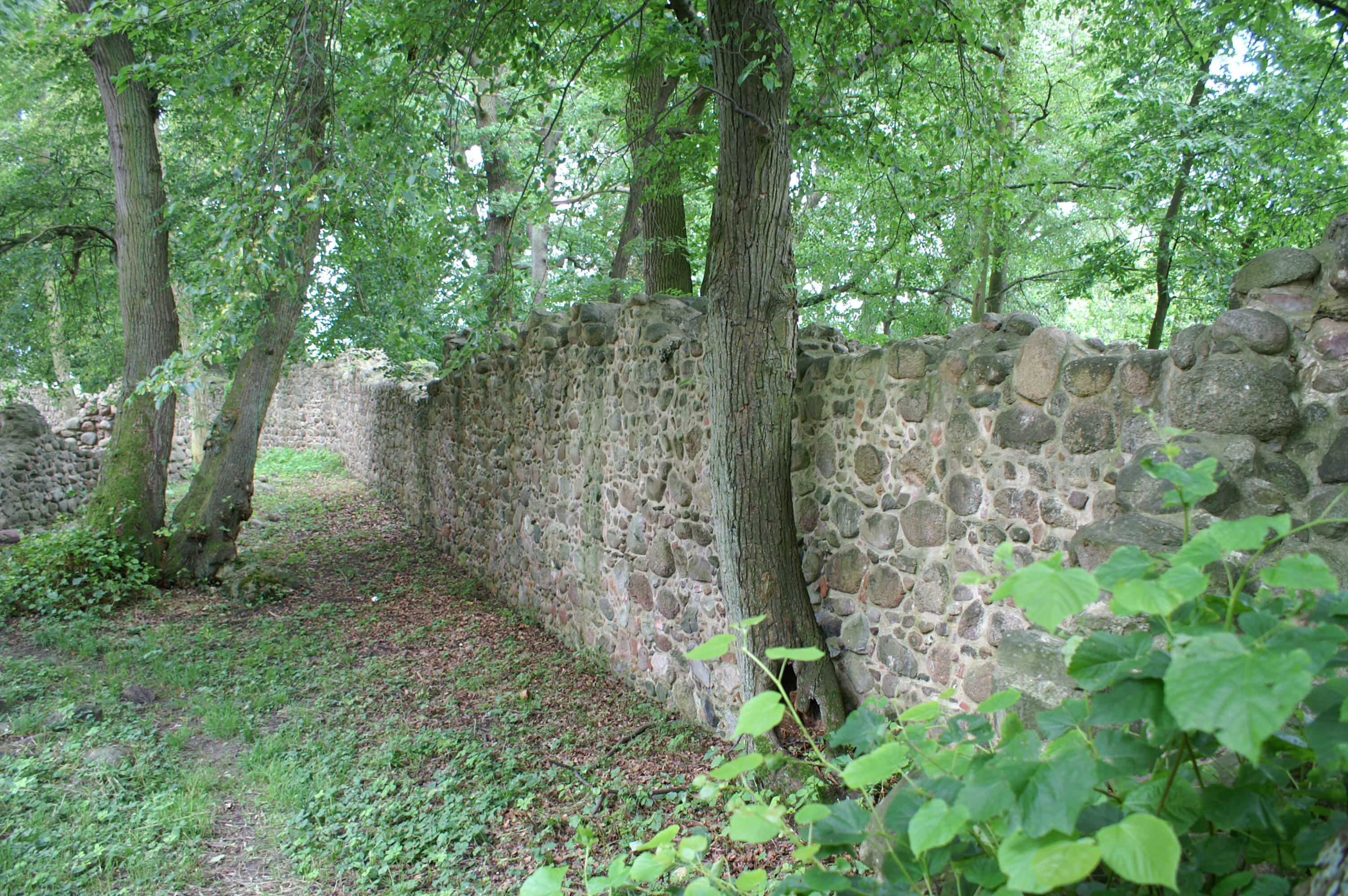
Vorburg – Südliche Umfassungsmauer

### Hauptburg
Die Innenseite des Wassergrabens im Bereich der Hauptburg ist mit Feldsteinmauerwerk eingefasst. Ursprünglich war diese Mauer als Brustwehr durchgängig knapp 2 Meter hoch und umgab die gesamte Kernanlage. Im westlichen Teil sind noch die Reste von 5 Bastionen zu erkennen. Innerhalb der Brustwehr ist die Burg von einem zweiten Graben umgeben.
Die Hauptburg hat einen rechteckigen Grundriss von 15 Metern Breite und 25 Metern Länge. An den Ecken des ehemals dreigeschossigen Gebäudes befinden sich viergeschossige Türme mit Querschnitten von 3,5 Metern. Die Wandstärken betragen im Mittel 80 Zentimeter. Der südöstliche Turm ist am besten erhalten.
Auf erhaltenen Putzbereichen sind Reste einer Eckquaderung erkennbar. In der Mitte der Nordseite befindet sich der Rest des Treppenturmes. Der Zugang, heute eine stabile Brücke von der Vorburg, erfolgte von Osten her über eine Zugbrücke. Im Inneren sind noch die Reste der Kellerwände zu sehen.